# كارين مارين
كارين مارين (بالفرنسية: Karen Marin)‏ هي لاعبة كرة قدم لوكسمبورغية، ولدت في 12 مايو 1999.

## وصلات خارجية
- كارين مارين على موقع الاتحاد الأوربي (الإنجليزية)
- كارين مارين على موقع Soccerway.com (الإنجليزية)
- كارين مارين على موقع عالم كرة القدم.نت (الإنجليزية)